# 小泉ゆうか
小泉 ゆうか（こいずみ ゆうか、1986年2月16日 - ）は、日本のAV女優。東京都出身。

## 略歴
2004年、AVデビュー。

## 作品

### アダルトビデオ
- Virgin Love（2004年11月26日、宇宙企画）
- Pretty Kiss（2004年12月22日、宇宙企画）
- Venus Style（2005年1月21日、宇宙企画）
- あなたとしたいの（2005年2月25日、宇宙企画）
- 妄想SEX（2005年3月20日、宇宙企画）
- RQ フルスロットルFUCK（2005年4月24日、宇宙企画）
- WET EROS（2005年5月15日、宇宙企画）
- ウルトラ ミックス（2005年5月27日、宇宙企画）
- 宇宙企画COMBO!4時間 ヌレヌレ女教師編（2005年5月27日、宇宙企画） 他出演:紅月ルナ、大野香奈、沙耶華（京乃あづさ）、白石えみ、華美月、浜崎多香子、水咲涼子、水元ゆうな、水森かづは
- 堕天使Ｘ（2005年6月16日、宇宙企画）
- セル初×ギリモザ エロい女のガチンコFUCK（2005年7月7日、エスワン）
- 宇宙企画COMBO！4時間 ムレムレくい込みスク水&競泳水着編（2005年7月15日、宇宙企画） 他出演：石原さやか、小倉ありす、来栖りお、恋野恋、原田祐希、水元ゆうな、若葉かおり
- Dynamite Mix（2005年7月22日、宇宙企画）
- ギリギリモザイク 僕はアナタの痴女ペット（2005年8月7日、エスワン）
- ギリギリモザイク 誘惑♥セクシーコスFUCK（2005年9月7日、エスワン）
- ギリギリモザイク おまんこスペシャル（2005年10月7日、エスワン）
- DELTA-X 潮吹き 4時間（2005年10月28日、宇宙企画） 他出演：来栖りお、COCOLO、瀬戸由衣、名波せな、 原田祐希、松岡怜奈、水元ゆうな、峰なゆか、森村はるか
- ギリギリモザイク 我社のドスケベ受付嬢（2005年11月7日、エスワン）
- 宇宙企画 THE BEST EPISODE 2005（2005年11月12日、宇宙企画）
- 宇宙企画COMBO！4時間 裸エプロン編（2005年12月9日、宇宙企画）
- ギリギリモザイク 風俗パラダイス（2005年12月7日、エスワン）共演:当真ゆき、花野真衣
- ～ド淫乱女のご満悦レポート!～オンナの風俗（2006年1月1日、MOODYZ）
- ハイパーデジタルモザイクVol.16（2006年2月1日、MOODYZ）
- S1ガールズコレクション ビッチャビチャ潮吹き大洪水22連発!（2006年2月19日、エスワン）
- レンタル淫女（2006年3月13日、MOODYZ）共演:王川ゆい
- 激ピストン20,504回（2006年4月1日、MOODYZ）
- 極 本番（2006年4月7日、GLAY'z）
- パンスト痴女（2006年5月1日、MOODYZ）
- ぶっかけ（2006年5月2日、GLAY'z）
- 小泉三昧（2006年5月2日、グローリークエスト）
- S1ガールズコレクション S級女優4時間 夢の大共演スペシャル（2006年5月19日、エスワン）
- 極太ファックvol.2（2006年6月13日、MOODYZ）
- 高級ソープ嬢育成講座（2006年6月23日、GLAY'z）
- ペニバン忍法帖（2006年7月1日、MOODYZ）
- 新任女体育教師・陵辱レイプ（2006年7月6日、ヒビノ）
- 顔騎痴女カウボーイ（2006年8月1日、MOODYZ）
- 激ピストン4時間（2006年9月13日、MOODYZ）
- MOODYZ BEST HIT 12時間 \2,980 完全撮り下ろし6タイトル（2006年9月13日、MOODYZ） 他出演：遠野春希、宮崎あいか、中山有紀、春日梨乃、米倉夏弥、峰なゆか ※オムニバス作品
- S1ガールズコレクション S級女優のじっくり極上セックス2（2006年11月19日、エスワン）
- 風俗プレイ4時間（2007年1月1日、MOODYZ）
- クリーム中出し 1（2007年1月19日、オープンモール） 他出演：小宮真実、荒木りこ
- イカセ電マ 4時間（2007年3月13日、MOODYZ）
- 超人気女優の潮吹きSEX4時間（2007年4月13日、MOODYZ）
- 極太FUCK4時間（2007年10月13日、MOODYZ）

## テレビ出演
- 乙女　湯の郷　一人旅（旅チャンネル）

## 写真集
- Kiss Me（2004年11月、メディアックス、撮影：平田友二）ISBN 978-4896135886
- 小泉ゆうか写真集〈NIPPON SPORTS MOOK 109 Radical Nude〉（2006年1月、日本スポーツ出版社、撮影：門嶋淳矢） ISBN 978-4903339092